# Terminal petrolera de Finnart
El Terminal petrolera de Finnart (en inglés: Finnart Oil Terminal) también conocido como Terminal oceánica de Finnart (Finnart Ocean Terminal o Cap Point), es una terminal petrolera en la costa oriental del lago Long, a 2 millas (3,2 kilómetros) al norte de Garelochhead en la carretera A814 a Arrochar en Escocia. Cuenta con muelles que se extienden a una corta distancia en el lago, ofreciendo un espacio de aguas profundas para los buque petroleros de hasta 324.000 toneladas. Dos tuberías se conectan a la terminal a través de toda Escocia hasta la Refinería de Grangemouth en el fiordo de Forth, y algunos tanques de almacenamiento de petróleo extensos se han construido en la ladera a ambos lados de la carretera principal. 